# Frances Cleveland
Frances Clara Cleveland Preston, nhũ danh Folsom (21/7/1864 - 29 /10/1947) là cố Đệ nhất phu nhân Hoa Kỳ nhiệm kỳ thứ nhất từ 1886 đến 1889 và nhiệm kỳ thứ ba từ 1893 đến 1897 với tư cách là vợ của Tổng thống Grover Cleveland. Trở thành đệ nhất phu nhân ở tuổi 21, Frances chính là Đệ nhất phu nhân trẻ tuổi nhất Hoa Kỳ.

## Đầu đời
Frances Clara Folsom được sinh ra ở Buffalo, New York, là con gái của Emma Harmon và Oscar Folsom - một luật sư có tiếng. Gia đình cô là hậu duệ của những người nhập cư châu Âu đầu tiên của Exeter, New Hampshire. Tất cả tổ tiên của Frances Cleveland đều đến từ Anh và định cư tại những nơi mà sau này trở thành Massachusetts, Rhode Island và New Hampshire, cuối cùng di cư đến phía tây New York. Đặc biệt là, vào ngày cô ra đời, Grover Cleveland - người bạn thân thiết của cha cô đã tặng cho gia đình Folsom một chiếc nôi, và sau này chính Grover đã trở thành chồng của Frances khi cô trưởng thành.

Ban đầu, cô có tên là Frank (được đặt theo tên của một người chú), nhưng sau đó đã đổi thành Frances cho nữ tính. Khi cha Frances qua đời trong một tai nạn xe ngựa vào ngày 23 tháng 7 năm 1875, nhưng không để lại di chúc, thế nên tòa án đã bổ nhiệm Grover Cleveland làm người quản lý tài sản tạm thời cho gia đình Folsom. Điều này đã đưa Cleveland tiếp xúc nhiều hơn với cô bé Frances, khi đó 11 tuổi.

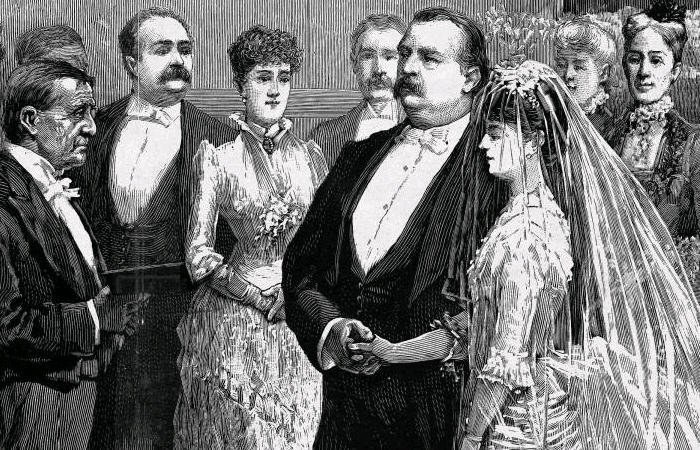

Cô theo học trường trung học trung học ở Buffalo và trường trung học Medina ở Medina, New York, sau đó là trường Wells College ở Aurora, New York. Mọi người khi ấy đồn đại rằng Grover định sẽ kết hôn với mẹ của Frances, nhưng thực chất, Frances càng lớn dần, Grover càng nảy sinh tình cảm sâu đậm bất chấp khoảng cách 27 tuổi giữa hai người. Anh ấy đã cầu hôn thiếu nữ vào tháng 8 năm 1885, ngay sau khi cô tốt nghiệp đại học, nhưng cặp đôi đã không tuyên bố đính hôn cho đến năm ngày trước đám cưới vào ngày 2 tháng 6 năm 1886. Khi hôn lễ diễn ra tại Nhà Trắng, Frances 21 tuổi còn Grover 49 tuổi.
Để vinh danh Frances Cleveland, sảnh hội trường mang tên cô đã được xây dựng vào năm 1911 trong khuôn viên trường Cao đẳng Wells. Ban đầu nó là một thư viện, sau chuyển thành sảnh lớp học ngoại ngữ, phụ nữ học và kho chứa lương thực.